# Ambahatrazo
Ambahatrazo est une commune rurale malgache située dans la région de Fitovinany.